# شعب الإيمان
شعب الإيمان هي خصال أو أجزاء الإيمان وقد ذكر النبي أنها بضع وسبعون شعبة أو بضع وستون شعبة كما في الحديث: «قَالَ رَسُولُ اللَّهِ: الْإِيمَانُ بِضْعٌ وَسَبْعُونَ شُعْبَةً، فَأَفْضَلُهَا قَوْلُ: لَا إِلَهَ إِلَّا اللَّهُ، وَأَدْنَاهَا اِمَاطَةُ الْأَذَى عَنْ الطَّرِيقِ، وَالْحَيَاءُ شُعْبَةٌ مِنْ الْإِيمَانِ».

## معنى شُعبة
قال ابن حجر: بالضم أي قطعة، والمراد الخصلة أو الجزء. فمعنى الحديث: بضع وسبعون خصلة. قال القاضي عياض: البضع والبضعة بكسر الباء فيهما وفتحها هذا في العدد فأما بضعة اللحم فبالفتح لا غير. وفي رواية: بضعة، وهي القطعة، ثم استعملا في العدد لما بين الثلاثة والعشرة. وفي «القاموس»: هو ما بين الثلاث إلى التسع أو إلى الخمس، أو ما بين الواحد إلى الأربعة، أو من أربع إلى تسع، ثم استعملا في العدد لما بين الثلاثة والعشرة. وفي «القاموس»: هو ما بين الثلاث إلى التسع أو إلى الخمس، أو ما بين الواحد إلى الأربعة، أو من أربع إلى تسع، أو هو سبع.

## تحديد عدد الشعب
جاءت عدة رويات لحديث أبي هريرة عن النبي ﷺ بتحديد عدد الشعب:
- بِضْعٌ وَسِتُّونَ: «الْإِيمَانُ بِضْعٌ وَسِتُّونَ شُعْبَةً، وَالْحَيَاءُ شُعْبَةٌ مِنْ الْإِيمَانِ».[6]

- بِضْعٌ وَسَبْعُونَ أَوْ بِضْعٌ وَسِتُّونَ: «الْإِيمَانُ بِضْعٌ وَسَبْعُونَ - أَوْ بِضْعٌ وَسِتُّونَ - شُعْبَةً، فَأَفْضَلُهَا قَوْلُ لَا إِلَهَ إِلَّا اللَّهُ، وَأَدْنَاهَا إِمَاطَةُ الْأَذَى عَنْ الطَّرِيقِ، وَالْحَيَاءُ شُعْبَةٌ مِنْ الْإِيمَانِ».[7]

- بِضْعٌ وَسَبْعُونَ: «الْإِيمَانُ بِضْعٌ وَسَبْعُونَ شُعْبَةً».[7]

## تعيين شعب الإيمان
قال القاضي عياض: «تكلف جماعة حصر هذه الشعب بطريق الاجتهاد، وفي الحكم بكون ذلك هو المراد صعوبة، ولا يقدح عدم معرفة حصر ذلك على التفصيل في الإيمان».
وقال النووي: «إن الكلام في تعيين هذه الشعب يطول وقد صنفت في ذلك مصنفات. ومن أغزرها فوائد كتاب (المنهاج) لأبي عبد الله الحليمي إمام الشافعيين ببخارى. وحذا حذوه الحافظ أبو بكر البيهقي في كتابه (شعب الإيمان)».

## شعب الإيمان
| - قول لا إله إلا الله - الإيمان بالرسل - الإيمان بالملائكة - الإيمان بالكتب - الإيمان باليوم الآخر - الإيمان بالقدر خيره أو شره - إقام الصلاة - إيتاء الزكاة - الصيام - الحج | - الجهاد - العدل - بر الوالدين - صلة الرحم - الرحمة - الصدق - الصبر - الحلم - التواضع - إكرام الضيف | - أداء الأمانة - ذكر الله - شكر الله - الطاعة - التوبة - الطهارة - الخوف من الله - الرجاء في الله والطمع فيما عنده - محبة الله - التوكل على الله | - تعظيم الله - تسبيح الله عز وجل - الرضا بما قسم الله - الإسلام - الخشوع - الحب في الله - محاسبة النفس - فرح المؤمن بحسنته - إنكار المنكر - حق المسلم على المسلم | - الوفاء بالعقود - إحسان القول - الإحسان - طلب العلم - العفو عن المسيء - أكل الحلال وتوقي الحرام - حفظ الفرج - شهادة الحق - والذين إذا ذكروا بآيات ربهم - المسلم من سلم المسلمون من لسانه ويده | - إعراض أهل الإيمان عن اللغو - التوسط في الإنفاق - الوفاء بالنذر - خصال الفطرة - الدعاء للمسلمين والمسلمات - قصر أمل أهل الإيمان - الاحتساب - الحياء - الحافظون لحدود الله - إماطة الاذى عن الطريق |

## مراتب شُعب الإيمان
تتفاوت الشُعب في مراتبها من الإيمان، فمنها ما يكون في أعلى مراتب الإيمان، ومنها ما يكون في أدناها، وما بين أعلى الإيمان وأدناه شعب متعددة. قال ابن القيم: «الإيمان أصل له شعب متعددة، وكل شعبة تسمى إيماناً، فالصلاة من الإيمان، وكذلك الزكاة والحج والصوم، والأعمال الباطنة، وبينهما شعب متفاوتة تفاوتاً عظيماً.» قال النووي: «إن الكلام في تعيين هذه الشعب يطول وقد صُنِّفَت في ذلك مُصَنَّفات، ومن أغزرها: فوائد كتاب (المنهاج) لأبي عبد الله الحليمي إمام الشافعيين ببخارى. وحذا حذوه الحافظ أبو بكر البيهقي في كتابه (شعب الإيمان)».

## وصلات خارجية
- شرح حديث شعب الإيمان في فتح الباري - موقع إسلام ويب.
- شرح حديث شعب الإيمان - موقع الآلوكة.